# 니키포로스 1세 콤니노스 두카스
니키포로스 1세 콤네노스 두카스(그리스어: Νικηφόρος Κομνηνός Δούκας, 1240년경 – 1290년경)는 1267/8년부터 그가 사망한 1296/98년까지 군림한 이피로스의 데스포티스이다.

## 생애
1240년경에 태어난, 니키포로스는 이피로스 데스포티스 미하일 2세 콤니노스 두카스와 테오도라 페트랄리페나의 장남이었다. 1249년경, 페가이에서, 니키포로스는 그에게 데스포테스라는 직위를 내려준 니케아 황제 요안니스 3세 두카스 바타체스의 손녀 마리아와 약혼을 했었다. 혼인식은 1256년 10월 테살로니카에서 열렸으나, 마리아는 1258년에 사망하고 말았다.
몇 년 뒤 니키포로스는 황제 미하일 8세 팔레올로고스에 대한 아버지의 분쟁에 가담하여 펠라고니아 전투를 앞두고 아버지와 함께 물러섰다. 니케아가 1259년에 에페이로스 대부분을 휩쓴 후, 니키포로스는 이탈리아반도로 향하여, 그곳에서 처형인 시칠리아의 만프레디 왕에게 지원 병력을 받았다. 지원 병력을 가지고 니키포로스는 아버지의 에페이로스 탈환을 도왔으나, 1264년에 또 한번의 패배를 겪었고, 미하일 8세의 강화 조건을 따를 수밖에 없었다. 조건에 따라, 니키포로스는 미하일 8세의 조카인 안나 칸타쿠제네와 혼인하였다.
1267/8년에 니키포로스 1세는 아버지한테서 이피로스 통치자 자리를 이어받았으며, 그리고 그는 만프레디를 제거하고 1272년에 디라키움을 점령하며 그의 뒤를 쫓던 시칠리아의 카를로 1세와의 문제를 처리해야만 했다. 동로마 측에서 1274년에 카를로에 대한 보복전을 벌이던 중 니키포로스의 이해 관계를 위반하자, 니키포로스는 카를로와 협상에 착수하였고 1276년에 동맹을 맺기로 결정하였다. 앙주의 샤를, 니키페로스, 그리고 니키포로스의 이복 형제인 테살리아의 요안니스 1세 두카스 연합군은 1278년에 부트린토를 포함한 일부 도시들을 차지하였다. 아이러니 하게도, 가톨릭 군주와 동맹을 맺고 있던 니키포로스와 요안니스는 비잔티움 내 동서 교회 분리주의 세력의 지지자처럼 행동하였고, 이들은 미하일 8세의 박해를 받던 반통일주의자들에게 보호를 제공해주었다. 1279년에 니키포로스는 자기 자신을 카를로의 가신으로 생각했고 부트린토를 그에게 넘겨주었다. 샤를이 패하고 얼마 안 되어, 니키포로스는 알바니아의 영지들을 동로마에 상실하고 말았다. 그리고 연합 세력은 1282년에 시칠리아 만종 사건 발발로 커다란 충격을 받게 되었는데, 이 사건은 부분적으로 미하일 8세의 외교력으로 만들어진 것이었고 서방 문제로 카를로 1세에게 혼란을 주어, 그는 시칠리아를 잃고 나폴리 왕국만을 유지하게 되었다.
1282년에 안드로니코스 2세 팔레올로고스의 주도로 동서교회 통합이 아닌 동방 교회의 복원이 이뤄진 뒤, 니키포로스는 아내인 안나가 조약 채결을 위해 콘스탄티노플로 향하는 등을 통해 동로마 제국과 동맹을 맺었다. 사실 니키포로스는 동로마 황실의 이익을 위해 활동하던 아내 안나의 손아귀에 있는 도구가 되었다. 1284년, 이들은 결혼 동맹을 맺겠다고 테살리아의 요안니스 두카스의 아들 미하일을 에페이로스로 꾀어내어, 그를 체포하여 콘스탄티노플로 보냈다. 이는 니키포로스를 이복 형제와의 전쟁으로 이끌고 갔는데, 이 이복 형제는 1295년에 보복으로 아르타 주변 지역들을 파괴하였다. 안나는 딸 타마르를 안드로니코스 2세의 아들이자 공동 황제인 미하일 9세 팔레올로고스와 혼인시킴으로써 이피로스와 콘스탄티노플의 통합을 이루려는 야심찬 계획에 착수하였다. 이 계획이 비록 실패했지만, 1290년에 막내 아들인 토마스는 동로마 황제에게 데스포티스 지위를 받았다.
반동로마 성향의 귀족들이 이제는 니키포로스에게 나폴리의 카를로 2세와의 협상을 시작하라 1291년에 설득하여, 동로마의 공격을 유발하였다.  이는 나폴리와의 동맹을 성사시켜냈고, 가신들인 케팔로니아 백작 리카르도 오르시니, 아카이아 대공의 플로랑 등 가신들을 통한 카를로 2세의 개입은 동로마의 진격을 억지시키는 데 도움을 주었다. 니키포로스는 이때 딸 마리아를 케팔로니아 후계자와, 그리고 또 다른 딸 타마르를 카를로 2세의 아들 타란토의 필리포 1세와 혼인시켰다. 타마르에게는 형제를 대신하여 에페이로스를 상속받을 권한이 주어졌고, 카를로 2세는 그녀가 동방 교회의 신앙으로 남을 수 있게 해주겠다고 약속해주었다. 결혼식은 1294년에 열렸고 타마르의 지참금으로 필리포에게 해안 요새 몇 개를 전달하는 일이 포함되었다. 필리포는 동시에 그리스에 대한 권한과 권리를 받았다.
토착 그리스 지주들과 이들의 앙주 영주 간의 피할 수 없는 긴장 상태는 니키포로스의 친척이자 테살리아의 통치자에게 필리포에게 넘겨준 요새들 문제에 개입하고 또한 차지할 수 있는 기회를 만들었다. 결국에 이 요새들 대부분은 앙주 가문에 다시 넘어갔고 1296년에 평화가 찾아왔다. 니키포로스는 평화가 이뤄진 지 얼마 안 되어 1296년 9월과 1298년 7월 사이 사망하였다. 그의 아내 안나는 미성년자인 아들 토마스의 왕위 계승을 이뤄냈다.

## 가족
니키포로스는 첫 혼인에서 딸 마리아를 얻었다. 그녀는 장차 케팔로니아의 백작이 되는 자코모 1세 오르시니 (1304년–1317년)와 1294년에 혼인하였다. 이들 사이에서 태어난 니콜라스 오르시니와 자코모 2세 오르시니는 에페이로스의 데스포테스가 되었다.
둘째 부인인 미하일 8세 팔레올로고스의 조카 안나 사이에서, 니키포로스 1세는 자녀 셋을 두었다:
- 타마르 - 나폴리의 카를로 2세의 아들인 타란토의 필리포 1세와 혼인하였다.[6]
- 미하일 - 1279년–1281년에 글라렌차에서 인질로 잡혀있었음.[7] 그는 아버지보다 먼저 죽은 것으로 보인다.[8]
- 토마스 - 이피로스 통치자 자리를 계승.

## 참고 문헌
- 틀:The Late Medieval Balkans
- 카즈단, 알렉산더, 편집. (1991). 《옥스퍼드 비잔티움 사전》. 옥스퍼드 및 뉴욕: 옥스퍼드 대학교 출판부. ISBN 0-19-504652-8.
- 틀:The Despotate of Epiros, 1267–1479
- 틀:Polemis-The Doukai
- Trapp, Erich; Beyer, Hans-Veit; Walther, Rainer; Sturm-Schnabl, Katja; Kislinger, Ewald; Leontiadis, Ioannis; Kaplaneres, Sokrates (1976–1996). 《Prosopographisches Lexikon der Palaiologenzeit》 (독일어). Vienna: Verlag der Österreichischen Akademie der Wissenschaften. ISBN 3-7001-3003-1.

| 이전 미하일 2세 | 이피로스 데스포티스 1268년–1296/98년 | 이후 토마스 1세 |